# クローザー (テレビドラマ)
『クローザー』（原題:The Closer）は、アメリカのケーブルテレビおよび衛星テレビ局であるTNTで2005年6月25日から2012年8月13日まで放送された刑事ドラマ。

## 概要
ブレンダ・リー・ジョンソン率いる、ロサンゼルス市警察の本部刑事部殺人特捜班（のちに「重大犯罪課」と改称）が舞台のドラマである。
本国では2011年7月11日からシーズン7の放送が開始された。日本ではLaLa TVと、Dlife（BS258）において放映されているほか、テレビ東京でも月 - 木曜日12:30 - 13:25（『ランチチャンネル』枠）において2013年8月5日から2013年8月26日までシーズン1、2013年8月27日から2013年9月24日までシーズン2が吹き替え版で放送された。
シリーズ最後となるシーズン7以降は、スピンオフで同作品の続編となる『Major Crimes 〜重大犯罪課』（Major Crimes）がアメリカのケーブルテレビおよび衛星テレビ局であるTNTで2012年8月13日から2018年1月9日まで放送された。また、FOXチャンネルとdlifeでも放映されている。

## あらすじ
LAPD(ロサンゼルス市警察)は重大犯罪課の設立に伴い、尋問のスペシャリスト、ブレンダー・リー・ジョンソンを本部長補佐として迎える。彼女は重大犯罪課のメンバーとともに、様々な事件を解決していく。
基本的に１話完結型の刑事ドラマ。アメリカ合衆国の警察事情に深く切り込みながら、時にコミカルに、時にシリアスに描いていく。

## 登場人物
※は『MAJOR CRIMES 〜重大犯罪課』にも出演。

### 主要人物
ブレンダ・リー・ジョンソン
演 - キーラ・セジウィック、日本語吹替 - 山像かおり
ロス市警本部長補佐兼殺人特捜班班長。日本では警視長に相当する階級。周囲からは「本部長補佐」または「チーフ」と呼ばれている。このドラマの主役。ロス市警に新設された殺人特捜班（後の重大犯罪課）のチーフとしてポープに引き抜かれ、アトランタから赴任した。「Thank you」が決まり文句で、強い南部訛（なま）りで話す。仕事に対しては非常に厳格だが、情にもろい面もある。 方向音痴で、スイーツ依存症。夫は連邦捜査局特別捜査官のフリッツ・ハワード。「Kitty」と名付けた猫を飼って溺愛している。中央情報局で、容疑者への尋問技術に関する訓練を受けており、通称「クローザー（事件を終わらせる奴）」。正義感や責任感は非常に強いが、独善的かつヒステリーな面があり、思い立つと後先を考えなくなりがち。部下の公私混同や規則違反を嫌うが、一方で自分自身は事件解決のためなら職権濫用、規則違反も平然と行うため、時としてそれをダブルスタンダードと責められることもある。仕事を優先するあまりフリッツや両親など家族を傷つけてしまうことも少なくない。しかし、それも事件を「クローズ」に導き、真実を解き明かすための彼女なりの正義なのである。姪のチャーリーを預かる際、素行の悪い彼女を冷静かつ的確にたしなめるなど、良識ある母親の片鱗を見せる。スイーツ依存症を抑えるために大塚製薬の「SOYJOY」で代用することも多くなったが、一番好きなのは「ホステス・ブランズ）」のチョコレートケーキ「ディンドン」。最終回で検事局に引き抜かれ、重大犯罪課を去った。『MAJOR CRIMES 〜重大犯罪課』には出演しないが、フリッツから時折名前がでてくる。
デビッド・ガブリエル
演 - コリー・レイノルズ、日本語吹替 - 竹若拓磨（‐シーズン3）、福田賢二（シーズン4‐）
ロス市警重大犯罪課捜査員。巡査部長（シーズン6から刑事巡査部長へ昇進）。アフリカ系。ブレンダをサポートする紳士的な部下。修士号を持ち、周囲からも将来を嘱望されている優秀な刑事。テイラーを尊敬していたが、いち早くブレンダの有能さに気づき、孤立無援だった彼女の味方となった。年齢的には若いが老成した面があり、冷静沈着で戦略に長けた優等生タイプである。ブレンダが重犯課チーフ後任候補を考える際、他の捜査官たちを差し置いて彼女の判断基準で捜査できる唯一の存在であると評価されるほどである。（しかし階級の問題で実際に後任にはなれない。）刑事としての素質がある一方、少女殺人犯に苛烈に激昂するなど、内には非常に熱い魂を持つ。そして信念に従って、頑固者南部人の典型ブレンダにも一歩も引かない頑固ぶりも見せる。後にダニエルズと交際するものの破局してしまい、チーム内からも疎まれるほどに腐っていたが、テイラーのサポートにより昇進試験に挑むなど立ち直っていく。刑事として生きていくのではなく、法律家になることが夢であると語っており、最終回ではロス市警と検事局の連絡員として、ブレンダとともにワシントンに行くことになる。『MAJOR CRIMES 〜重大犯罪課』には出演しない。
ルイ・プロベンザ ※
演 - G・W・ベイリー、日本語吹替 - 宝亀克寿
ロス市警重大犯罪課捜査員。警部補。チーム最年長者であり、市警内でも古株の刑事。陽気かつ適当な性格。自分の命を救うために瀕死の重傷を負ったサンチェスとは年は違うが、親友の間柄である。ブレンダの赴任当初、反発していたメンバーの中では比較的協力的な姿勢を見せており、飄々（ひょうひょう）としつつも仲間意識は強い。若い頃は正義感溢れる行動派だったらしい。今ではすっかり不精な言動で、何度となくチームの危機を招くが、ベテラン刑事ならではの規則の裏をかく知恵で捜査を進めることも。人情家の年長者らしく、時にチームを諌（いさ）めたり、和ませたり、また取りまとめたりと、いなくてはならない存在である。意外にも潔癖症で、自分のデスクを汚されたり、座ったりされるのを極端に嫌う。女性のストライクゾーンは恐ろしく広い。孫のいる身で、今なお恋愛も現役。ゆえに、現段階で離婚歴4回の猛者である。付き合いの長さからかフリンと組むことが多く、プライベートでも親しく付き合っているが、ともに行動している時に限ってトラブルに巻き込まれ、自らのみならず班全体を危機に招く事態を引き起こすことも多い。
アンディー・フリン ※
演 - トニー・デニソン、日本語吹替 - 稲葉実
ロス市警重大犯罪課捜査員。警部補。チームのムードメーカー。いつも、リアルジョークや嫌味を言っては、チーム内にクスリとした笑いを呼ぶ。物語当初は、テイラーのスパイとして特捜班に配置され、ブレンダを追い落とそうと画策していた。しかし、ある事件において自分を切り捨てようとしたテイラーに愛想を尽かし、ピンチを救ってくれたブレンダ側につくことになる。ブレンダの部下となってからは、彼女の実力を認め、無償の忠誠心と信頼を寄せるようになる。ブレンダが家族について悩んでいる際は、自身の経験を交えてアドバイスをすることもある。刑事としては経験豊かで、的確かつセオリーに沿った捜査を基本とするが、ブレンダの時に軌道を外れた命令にも喜んで従う。プロベンザといつも軽口を叩（たた）き合っているが、お互いに信頼してこそ。しかし二人が一緒だと必ず事件が起こってしまう。離婚歴が2回あり、プロベンザやサンチェスほどではないものの、ややナンパな性格で女好き。断酒会に10年間通い、右手の小指に誓いの指輪をはめ、今では酒は口にしない。また、肉好きであったがベジタリアンになった。事件の概要をホワイトボードに書き出すのも彼の仕事であり、重大犯罪課における縁の下の力持ち。
マイケル・タオ ※
演 - マイケル・ポール・チャン、日本語吹替 - 小高三良
ロス市警重大犯罪課捜査員。警部補。医学部に在学経験がある鑑識班出身のため、鑑識に顔が利く上、医学にも精通し、またPCや電子機器にも強い。特異な捜査グッズを所持していたり、最新の電子機器に陶酔するなど、そのオタクぶりが随所で見られる。かなりの変わり者であり、友人も変わっている。温厚な性格でシリーズ当初からブレンダには比較的好意的である。話が回りくどく、何かとうんちくを語りたがるため、周囲からは若干辟易（へきえき）されているが、解析能力は一目置かれており、彼の不在時には捜査が進まないなど、ブレンダも全幅の信頼を寄せている。ブレンダに負けず劣らず、甘いものが好き。中国系だが、四世なので中国語は話せない。妻は日本人で、そのため、日本独特の風習などにも見識がある。息子に対しては、教育パパそのものである。
フリオ・サンチェス ※
演 - レイモンド・クルス、日本語吹替 - 日向とめ吉
ロス市警重大犯罪課捜査員（officerではなくdetective）。ロスのヒスパニックタウン育ちのため、メキシコ文化やギャングに精通し、チーム内で唯一スペイン語が話せる。その為、彼が大きく関わる事件には越境事件や人種差別問題が多い。事件の被害者家族を家に泊めたり慰めたりと、情に厚いため、子供にも好かれる。反面、この場ではタブーだと思われるようなことも口に出し、ブレンダに叱責されることもある。チーム唯一の物静かな強面で普段は大袈裟な表情を見せないが、ラテン系らしく激しい感情の起伏を持ち、小柄ながら腕力が強く、しばしば非協力的な目撃者や容疑者を威嚇することがある。そのようなタフガイでありながら、ブレンダには番犬の如く従順でチーム内での”騒ぎ”も一歩さがって控え目に見守っている。クリスマスにはミサに行くなど、敬虔なクリスチャンと思われる一面がある。魅力的な女性を見るやいなや、ラテン系のノリで猛アプローチをかけるものの、その実、数年前に亡くした妻との結婚指輪をはめ続けている一面もある。一方で、（本人は嫌がっているが）同性愛者にもモテるようで、モーションをかけられる描写が幾度かある。弟を事件で亡くし、プロベンザを庇って銃撃され瀕死の重傷を負うなど、彼の人生は惨憺（さんたん）たるものであるが、それを感じさせないほどにポジティブなキャラクターである。
アイリーン・ダニエルズ （‐シーズン4）
演 - ジーナ・ラヴェラ、日本語吹替 - 藤井千夏
ロス市警殺人特捜班員（officerではなくdetective）。ブレンダとは対照的にセクシーでスタイリッシュな女性であり、メイクやファッションにも気を抜かない。国家機密機関に通じており、情報収集や調査能力に優れる。女性蔑視や子どもが被害者の事件には、過敏に反応する。後にガブリエルと交際するが破局し、仕事に支障をきたすほど険悪な状態になる。プロベンザに諭され、犯罪捜査班に移動願を出して栄転し、殺人特捜班からはシーズン4をもって姿を消すことになった。
フリッツ・ハワード ※
演 - ジョン・テニー、日本語吹替 - 藤真秀
FBI特別捜査官。ブレンダとは以前からの友人で、彼女のロス市警への赴任に伴って再会し、同棲した後に結婚。仕事が最優先かつ独善的、とても家庭向きとはいえないブレンダには不満を隠せずにいるが、それを承知で結婚した。ブレンダには度々利用されているが、非常に我慢強く、公私に渡って尽くす人物である。そのせいでFBIではロス市警のフリッツと陰口を叩かれている模様。彼とのやり取りで事件のヒントを掴（つか）む場合も多い。しかし、あまりにも不満がたまると、さすがのブレンダもたじろいで泣きそうになってしまうくらい爆発する時がある。本人はいたって常識人だが、破天荒な妻のブレンダや奇妙な言動の多い実妹、問題行動ばかり起こすブレンダの姪など、私生活では悩みが絶えない。かつてはアルコール依存症だった。『MAJOR CRIMES 〜重大犯罪課』では『クローザー』の時よりは出演機会は減るものの時折登場する。そして、第3シーズン途中で、テイラー副本部長のヘッドハンティングを受けてFBIを退職、ロス市警特殊作戦部の本部長補佐に就任する。
ウィル・ポープ
演 - J・K・シモンズ、日本語吹替 - 佐々木勝彦
ロス市警運用部長（シーズン7第1話のみ交通部長）。フルネームはウィリアム・H・ポープ。本部長や上院議員たちとのパイプ役で、強引なブレンダとの板ばさみになり、中間管理職としてつらい立場にあるが、ブレンダが認める優秀な上司である（私生活を除く）。とくに、金遣いの荒いチームに対して経費節約を口うるさく言ってはいるが、無視して暴走するブレンダは手に負えない様子。筋が通った性格で、良いものは良い、ダメなものはダメときっぱり言うが、前述の通りブレンダには結構甘い。フリッツと恋人関係にあると知るや、突然ブレンダにジュエリーを贈り、彼女に気があるのか、未練があるのか、きな臭い行動にでるが、ブレンダの心は動かなかった。彼女との仲が思い通りに行かず、時に仕事上でその腹いせをしていると思われる節がある（第1シーズン第8話）。一度目の結婚の時にブレンダと不倫関係にあったが、ブレンダを捨て離婚した後に、二度目の結婚をする。その結婚も破綻したが、離婚訴訟の際にはブレンダが証人として擁護してくれたため、子どもたちの親権を獲得することができた。離婚後は再び気のある素振りを見せていたが、ブレンダの結婚後はなりを潜めた。比較的良識のある人物だが、女癖の悪さからか、厄介ごとをたびたび招き、それが事件に関わってくることも。『MAJOR CRIMES 〜重大犯罪課』には出演しないが、本部長として名前が出てくる。
ラッセル・テイラー ※
演 - ロバート・ゴセット、日本語吹替 - 石住昭彦
ロス市警強盗殺人課警部。後に警視正へ昇進（シーズン7第1話のみ副本部長）。よそから引き抜かれて本部長補佐のポストに就いたブレンダに対して「出し抜かれた」と感じており、強い反感を持っている。当初から特捜班の捜査を妨害するような行動をしてきたので、ブレンダを信用する特捜班のメンバーは邪魔者と見なす嫌いがあるが、他方でガブリエルの昇進を気に掛け、自らが汚れ役となってでも助力を惜しまない面がある。上司であるポープの指示で結果的にブレンダの邪魔をしたときも黙って罵られるなど、チームワークという言葉は口先だけではないようだ。ブレンダと利害が衝突すれば、真っ向から張り合うことも多々あるが、表面的には協力している。第1シーズン最終回でブレンダとの対立は最高潮に達するが、二人の上司であるポープの仲立ちによって、関係は改善していく。ポープが引き抜いたブレンダとの対立によってテイラーは昇進（警視正：本部長補佐の一階級下）という利を得た。特捜班が解体の危機を迎えた際、苦肉の策で、名目上、ブレンダの部下となったが、不平を堪えている。後に、ブレンダの実力を認め、真実の追及を求めて互いに助け合うようになる。ただし依然として裏では昇進欲に固執し続ける。真実を求め事件を解決していくタイプではない。しかし、他の課との交渉役としてはその手腕を発揮し、とくにマスコミへの対応はブレンダやポープも頼りにしている。また、特捜班が新オフィスに移転した際、自分も一緒に移れることを喜ぶなど、シリーズ開始当初とはイメージが大きく異なる人物の1人である。テイラーは憎まれ役ではあるが、警察が出世争いをする会社と変わらない組織であることを描き出し、出世ではなく事件解決が第一のブレンダと対比される人物として、なくてはならない存在である。『MAJOR CRIMES 〜重大犯罪課』ではポープの後任の副本部長として出演する。
バズ・ワトソン ※
演 - フィリップ・P・キーン、日本語吹替 - 田島裕也
ロス市警重大犯罪課取調モニター室技術者。取調室に併設されたモニター室で、機器のオペレーションを担当している。また、雑用全般も彼の仕事。刑事ではなく警察技官。継父がメキシコ人で、スペイン語を話すことができる。本職とは無関係の諸々のお願いに答えてくれる寛容な性格だが、何故かプロベンザに対しては少しだけ反抗的な態度に出ることがある。本職だけあり、機器電気関係に関してはプロで、ブレンダにも忠実である。『MAJOR CRIMES 〜重大犯罪課』では、第4シーズンでかねてから目指していた予備警察官に合格する。
シャロン・レイダー （第5シーズン - ） ※
演 - メアリー・マクドネル、日本語吹替 - 小林美奈
ロス市警武力犯罪調査課（Force Investigation Division、FID）内務調査員で、警部。第5シーズン・第6シーズンまでは出番が少なかったが、第7シーズンでレギュラー入りした。真面目で堅物、冷静沈着で規律を重視する。遠慮ない物言いと態度で、ブレンダら重大犯罪課とは敵対関係となる。とくに性格が正反対のブレンダとは、ことあることに対立してしまうがシーズンを追うごとに信頼し合う仲になっていく。ブレンダは両親に(その場の流れもあるが)シャロンを友人として紹介している。『MAJOR CRIMES 〜重大犯罪課』ではブレンダの後任の重大犯罪課チーフに就任し、ドラマの主役を務める。レイダーは副本部長のテイラーの意向で、犯罪捜査の合理化を理由に司法取引を多用するスタイルをとるため、今まで容疑者の自白を重視してきたチーム（特にプロベンザ）からは反感を買うことになる。

### ブレンダの家族・親類
ウィリー・レイ・ジョンソン
演 - フランシス・スターンハーゲン
ブレンダの母。口癖はブレンダと同じく「Thank you」。娘とは異なり、家庭的な性格で特に料理の腕は抜群。時折、振る舞われる殺人課の刑事たちからも絶賛されている。チーム内ではプロベンザやフリンと特に関わりが深く、中でもプロベンザは自分の射程範囲ではないが、チャーミングな女性として恭しく接している。何気ない一言が事件の鍵を解くことも。
クレイ・ジョンソン
演 - バリー・コービン
ブレンダの父。一見強面で気難しそうに見えるが、非常に人のいい人物。家族をほったらかしにして捜査に奔走するブレンダに釘を刺すこともあるが、妻同様、深く愛しているからこそである。妻のウィリー・レイには頭が上がらないようで、彼女に紳士的に接しているプロベンザに嫉妬する一面もみられる。最終シーズンにて、甲状腺ガンに罹っていることが判明する。
シャーリーン(チャーリー)・ジョンソン
演 - ソシー・ベーコン
ブレンダの姪である16歳の少女。本名は「シャーリーン」だが、「チャーリー」と呼ばれることを好む。素行不良で反抗的な態度ばかり取るため、両親にも祖父母たちにも全く手に負えず、何とかしてほしいとブレンダのもとへと連れてこられる。最初は反抗的だったが、ブレンダやフリッツとの交流で徐々に心を開いていく。演じるソシー・ベーコンはキーラ・セジウィックの実子。
クレア・ハワード
演 - エイミー・セダリス
フリッツの妹で、ブレンダの義理の妹となる。霊能者を自称するなど、至って常識人の兄とは異なり破天荒な性格。

## エピソード

### 第1シーズン
|        | タイトル             | 原題                    | オリジナル放送日 |
| ------ | -------------------- | ----------------------- | ---------------- |
| 第1話  | 偽りの素顔           | Pilot                   | 2005年6月13日    |
| 第2話  | 裏切りの代償         | About Face              | 2005年6月20日    |
| 第3話  | 正義の行方           | The Big Picture         | 2005年6月27日    |
| 第4話  | 姿なき復讐者         | Show Yourself           | 2005年7月4日     |
| 第5話  | 守りたい情報         | Flashpoint              | 2005年7月11日    |
| 第6話  | ネットに流された殺意 | Fantasy Date            | 2005年7月18日    |
| 第7話  | 奪われた人生         | You Are Here            | 2005年7月25日    |
| 第8話  | 愛情の形             | Batter Up               | 2005年8月1日     |
| 第9話  | 刑罰の境界線         | Good Housekeeping       | 2005年8月8日     |
| 第10話 | 尽くしすぎた男       | The Butler Did It       | 2005年8月15日    |
| 第11話 | 自由を求めて         | L.A. Woman              | 2005年8月22日    |
| 第12話 | 二度死んだ女         | Fatal Retraction        | 2005年8月29日    |
| 第13話 | 最終楽章             | Standards and Practices | 2005年9月5日     |

### 第2シーズン
|        | タイトル            | 原題                      | オリジナル放送日 |
| ------ | ------------------- | ------------------------- | ---------------- |
| 第1話  | 真実とDNA           | Blue Blood                | 2006年6月12日    |
| 第2話  | 親子のきずな        | Mom Duty                  | 2006年6月19日    |
| 第3話  | 絡みすぎた糸        | Slippin                   | 2006年6月26日    |
| 第4話  | 男たちの思惑        | Aftertaste                | 2006年7月3日     |
| 第5話  | 特別観覧席          | To Protect & to Serve     | 2006年7月10日    |
| 第6話  | 執着の果て          | Out of Focus              | 2006年7月17日    |
| 第7話  | 死に至るウソ        | Head Over Heels           | 2006年7月24日    |
| 第8話  | 永遠を誓った場所    | Critical Missing          | 2006年7月31日    |
| 第9話  | 神の選択            | Heroic Measures           | 2006年8月7日     |
| 第10話 | 守るべき家族        | The Other Woman           | 2006年8月14日    |
| 第11話 | 背徳の正義          | Borderline                | 2006年8月21日    |
| 第12話 | 善行の果て          | No Good Deed              | 2006年8月28日    |
| 第13話 | 信頼が崩れる時      | Overkill                  | 2006年9月4日     |
| 第14話 | 灰色の任務 （前編） | Serving the King (Part 1) | 2006年12月4日    |
| 第15話 | 灰色の任務 （後編） | Serving the King (Part 2) | 2006年12月4日    |

### 第3シーズン
|        | タイトル                | 原題                     | オリジナル放送日 |
| ------ | ----------------------- | ------------------------ | ---------------- |
| 第1話  | 壊れた家族              | Homewrecker              | 2007年6月18日    |
| 第2話  | 殺人の埋め合わせ        | Grave Doubt              | 2007年6月25日    |
| 第3話  | それぞれの素顔          | Saving Face              | 2007年7月2日     |
| 第4話  | 身勝手な欲望            | Ruby                     | 2007年7月9日     |
| 第5話  | 忘れられた人々          | The Round File           | 2007年7月16日    |
| 第6話  | ツイてない人々          | Dumb Luck                | 2007年7月23日    |
| 第7話  | 行き違った思い          | Four to Eight            | 2007年7月30日    |
| 第8話  | 海岸線の殺人者          | Manhunt                  | 2007年8月6日     |
| 第9話  | 告発の余波              | Blindsided               | 2007年8月13日    |
| 第10話 | アメリカン・ドリーム    | Culture Shock            | 2007年8月20日    |
| 第11話 | 監査人の秘密            | Lover's Leap             | 2007年8月27日    |
| 第12話 | 重ねられたウソ （前編） | Til Death Do Us (Part 1) | 2007年9月3日     |
| 第13話 | 重ねられたウソ （後編） | Til Death Do Us (Part 2) | 2007年9月10日    |
| 第14話 | 愛する家族              | Next of Kin (Part 1 & 2) | 2007年12月3日    |

### 第4シーズン
|        | タイトル               | 原題                | オリジナル放送日 |
| ------ | ---------------------- | ------------------- | ---------------- |
| 第1話  | 消えない炎             | Controlled Burn     | 2008年7月14日    |
| 第2話  | 取り戻せない日々       | Speed Bump          | 2008年7月21日    |
| 第3話  | 許されざるゲーム       | Cherry Bomb         | 2008年7月28日    |
| 第4話  | 取引不成立             | Live Wire           | 2008年8月4日     |
| 第5話  | 崖っぷちのプロベンザ   | Dial M For Provenza | 2008年8月11日    |
| 第6話  | 本当の怪物             | Problem Child       | 2008年8月18日    |
| 第7話  | 東ロサンゼルスの悲劇   | Sudden Death        | 2008年8月25日    |
| 第8話  | 守りたいプライバシー   | Split Ends          | 2008年9月1日     |
| 第9話  | ティファナから来た罪人 | Tijuana Brass       | 2008年9月8日     |
| 第10話 | シンボルの意味         | Time Bomb           | 2008年9月15日    |
| 第11話 | 血痕のシルエット       | Good Faith          | 2009年1月26日    |
| 第12話 | トランクの中の殺意     | Junk in the Trunk   | 2009年2月2日     |
| 第13話 | 弁護士の力量           | Power of Attorney   | 2009年2月9日     |
| 第14話 | クレアの千里眼         | Fate Line           | 2009年2月16日    |
| 第15話 | 二人の形               | Double Blind        | 2009年2月23日    |

### 第5シーズン
|        | タイトル           | 原題                   | オリジナル放送日 |
| ------ | ------------------ | ---------------------- | ---------------- |
| 第1話  | 密やかな殺しの依頼 | Products of Discovery  | 2009年6月8日     |
| 第2話  | 血塗られた身代金   | Blood Money            | 2009年6月15日    |
| 第3話  | 赤い規制線         | Red Tape               | 2009年6月22日    |
| 第4話  | キティの贈り物     | Walking Back the Cat   | 2009年6月29日    |
| 第5話  | 死の意味           | Half Load              | 2009年7月6日     |
| 第6話  | 偽りの名刑事       | Tapped Out             | 2009年7月13日    |
| 第7話  | 翻る半旗           | Strike Three           | 2009年7月20日    |
| 第8話  | 残された時間       | Elysian Fields         | 2009年7月27日    |
| 第9話  | 消えた凶器         | Identity Theft         | 2009年8月3日     |
| 第10話 | 殺人のにおい       | Smells Like Murder     | 2009年8月10日    |
| 第11話 | ウソが招いた結果   | Maternal Instincts     | 2009年8月17日    |
| 第12話 | 殺しの記念品       | Waivers of Extradition | 2009年8月24日    |
| 第13話 | 人生の落とし穴     | The Life               | 2009年12月7日    |
| 第14話 | 本当の姿           | Make Over              | 2009年12月14日   |
| 第15話 | 死者は語る         | Dead Man's Hand        | 2009年12月21日   |

### 第6シーズン
|        | タイトル                | 原題                  | オリジナル放送日 |
| ------ | ----------------------- | --------------------- | ---------------- |
| 第1話  | 新庁舎                  | The Big Bang          | 2010年7月12日    |
| 第2話  | 不条理な排斥            | Help Wanted           | 2010年7月19日    |
| 第3話  | 親の務め                | In Custody            | 2010年7月26日    |
| 第4話  | かげりゆく栄光          | Layover               | 2010年8月2日     |
| 第5話  | 神になった男            | Heart Attack          | 2010年8月9日     |
| 第6話  | 責任の所在              | Off the Hook          | 2010年8月16日    |
| 第7話  | 先走った思い            | Jump the Gun          | 2010年8月23日    |
| 第8話  | 制裁                    | War Zone              | 2010年8月30日    |
| 第9話  | 最後に残った女          | Last Woman Standing   | 2010年9月6日     |
| 第10話 | 直接対決                | Executive Order       | 2010年9月13日    |
| 第11話 | フリンの受難            | Old Money             | 2010年12月6日    |
| 第12話 | 善意と強欲              | High Crimes           | 2010年12月13日   |
| 第13話 | 終わらない悪夢 （前編） | Living Proof (Part 1) | 2010年12月20日   |
| 第14話 | 終わらない悪夢 （後編） | Living Proof (Part 2) | 2010年12月27日   |
| 第15話 | 制御不能                | An Ugly Game          | 2011年1月3日     |

### 第7（ファイナル）シーズン
|        | タイトル                 | 原題                               | オリジナル放送日 |
| ------ | ------------------------ | ---------------------------------- | ---------------- |
| 第1話  | 忠義心とプライド         | Unknown Trouble                    | 2011年7月11日    |
| 第2話  | 悪い癖                   | Repeat Offender                    | 2011年7月18日    |
| 第3話  | とんだ副業               | To Serve With Love                 | 2011年7月25日    |
| 第4話  | 保護責任                 | Under Control                      | 2011年8月1日     |
| 第5話  | 固い結束                 | Forgive Us Our Trespasses          | 2011年8月8日     |
| 第6話  | 究極のリフォーム         | Home Improvement                   | 2011年8月15日    |
| 第7話  | 家族の問題               | A Family Affair                    | 2011年8月22日    |
| 第8話  | 密告者                   | Death Warrant                      | 2011年8月29日    |
| 第9話  | スターへの道             | Star Turn                          | 2011年9月5日     |
| 第10話 | 新たな闘い               | Fresh Pursuit                      | 2011年9月12日    |
| 第11話 | 必要悪                   | Necessary Evil                     | 2011年11月28日   |
| 第12話 | サンタが市警にやってきた | You Have the Right to Remain Jolly | 2011年12月5日    |
| 第13話 | 内輪もめ                 | Relative Matters                   | 2011年12月12日   |
| 第14話 | 絶たれた未来             | Road Block                         | 2011年12月19日   |
| 第15話 | ゆがんだ恩返し           | Silent Partner                     | 2011年12月26日   |
| 第16話 | 宿敵との対決             | Hostile Witness                    | 2012年7月9日     |
| 第17話 | 黄金の価値               | Fool's Gold                        | 2012年7月16日    |
| 第18話 | 優秀な医師               | Drug Fiend                         | 2012年7月23日    |
| 第19話 | 最期の言葉               | Last Rites                         | 2012年7月30日    |
| 第20話 | 固められたウソ           | Armed Response                     | 2012年8月6日     |
| 第21話 | 最終決着                 | The Last Word                      | 2012年8月13日    |

## 受賞
- キーラ・セジウィック：第62回プライムタイム・エミー賞ドラマシリーズ部門・主演女優賞（2010）
- キーラ・セジウィック：第64回ゴールデングローブ賞テレビ部門ドラマシリーズ・主演女優賞（2007）
- キーラ・セジウィック：第28回ミューズ賞（2008）

## Major Crimes 〜重大犯罪課
クローザーのスピンオフ作品。2012年から2018年にかけて、シーズン6までが制作された。